# Атеренски мост
Атеренският мост е късносредновековен каменен мост над Атеренска река (наричана още Армира) в Източните Родопи, област Хасково, община Ивайловград. Обявен е за археологически паметник на културата с местно значение.
Разположен е на 4 километра югозападно от центъра на Ивайловград и на 2,5 км западно от крайния му квартал Лъджа. Отстои на 1,1 км западно-югозападно от действащия Лъджански манастир и на 1,6 км североизточно от развалините на града-крепост Лютица.

## Описание
Мостът е едносводест, с 2 рамена. Изграден е от плочести камъни с хоросанова спойка. Арката е направена от обработени камъни. Южното рамо е било разрушено от реката, но е възстановено и мостът може да бъде преминат пеша.

## История
Сегашният мост е построен през XVI век на римски път, водил до Беломорието, а по-късно свързвал укрепения град Лютица с областта. Най-вероятно датировката му е синхронизирана с късния османски период на крепостта.